# Hamurabi
Hamurabi (1810 pr. n. št.–ok. 1750 pr. n. št.) je bil šesti babilonski kralj iz prve babilonske dinastije Amoritov. V času svoje vladavine mu je uspelo zavzeti Sumersko in Akadsko kraljestvo (Elam, Larsa, Eshnunna in Mari) in uničiti zadnjo sumersko dinastijo, ki je prihajala iz mesta Isin. S tem je postal prvi kralj Babilonskega imperija.6
Hamurabi je najbolj znan po svojem zakoniku, ki naj bi ga prejel od babilonskega boga prava. Ta zakonik je med prvimi uvajal večji poudarek na fizično kaznovanje storilcev kaznivih dejanj. Za vsak zločin so bile predpisane specifične kazni, je pa tudi eden prvih zakonikov, ki je uvedel tudi predpostavko nedolžnosti. Tudi načelo, da je obsojenec nedolžen, preden mu je krivda dokazana, prihaja že iz Hamurabijevih zakonov. 
V času njegovega življenja so Hamurabija dojemali kot poosebljeno božanstvo. Po smrti so se ga spominjali kot velikega osvajalca, ki je širil babilonski imperij in kot idealnega zakonodajalca, ne toliko kot idealnega vojskovodjo. Hamurabija so odkrili arheologi v 19.st. in še danes velja za pomembno osebnost v zgodovini prava. 

## Vladavina Hamurabija
Prva desetletja njegovega vladanja so bila dokaj mirna, svojo moč je usmeril predvsem v javna dela, kot so utrjevanje mestnih obzidij v varnostne namene in širitev mestnih templjev. V 30. letu vladavine pa je Hamurabi uničil zavojevalsko vojsko, ki so jo sestavljali Elamiti in druga ljudstva, ki so napadla mezopotamsko planoto. V odločilni bitki jih je pregnal iz Babilonije.
Hamurabi je skupaj s kraljem Larse pred tem skoval načrt, s katerim bi naj uničila nasprotnike, a se larsiti dogovora niso držali, zato se je opeharjen Hamurabi zarotil proti njim in si z njihovim porazom pokoril južno mezopotamsko ravnico. V naslednjih dveh letih je svojemu gospostvu torej dodal mesti Larso in Jamutbal ter združeval Babilonijo v enotno monarhijo s prestolnico v Babilonu. Ponovni pridobitvi babilonske samostojnosti je sledil velik književni preporod, njihova vladavina pa je bila spoštovana celo do obal Sredozemskega morja. Arheologi so odkrili veliko število glinenih tablic, popisanih z raznimi besedili, čas nastanka katerih sega v obdobje vladavine Hamurabija in njegovih naslednikov. Ena izmed njih, ki nosi zahtevo po 240 vojakih iz Situla in Asirije, potrjuje, da je bila slednja v tem času pod babilonsko nadvlado. 
Hamurabi je babilonsko ozemlje najprej razširil z zavzemanjem mest južno od Babilonije, potem pa je nadaljeval z osvajanjem večjega dela Medrečja. Njegova vojaška osvajanja segajo v pozno dobo njegove vladavine. Morda je nanje vplival padec Šamsi-Adadovega imperija.    

## Hamurabijev zakonik
Hamurabijev zakonik je dobro ohranjen babilonski spisek zakonov antične Mezopotamije, iz leta ok. 1754 pr. n. št. Gre za enega najstarejših daljših dekodiranih zapisov na svetu. Obstaja delna kopija zakonika na 2,25 metra visoki kamniti steli. Sestavlja ga 282 zakonov, s stopnjujočimi se kaznimi, glede na družbeni status, spol, status sužnja, ipd. Zakonik so spisali pisarji na 12 tablic. Prejšnji sumerski zakoni so se osredotočali predvsem na kompenzacijo žrtev, medtem ko se dotični zakonik osredotoča bolj na fizično kaznovanje po talionskem načelu. Obenem je to bil prvi zakonik, ki je omejil pravico do maščevanja oškodovancev. 
Hamurabijev zakonik je bil napisan na kamniti steli in postavljen na javno mesto, kjer so ga lahko videli vsi podložniki, četudi so le redki znali brati. Stelo z zakonikom so kot plen odnesli Elamiti v svojo prestolnico Suso, ko so v 12. stoletju pr. n. št. oplenili Babilon. V Susi je bila stela znova odkrita leta 1901, zdaj pa stoji v pariškem Louvru. 
Čeprav so za današnji čas kazni iz Hamurabijevega zakonika neusmiljeno stroge (velja talionsko pravo, ki ga ponazarja načelo zob za zob), dejstvo, da se Hamurabi ni zadovoljil le z zapisom zakonov svojega kraljestva, temveč jih je skušal še urediti v sistematično celoto, postavlja zakonik kot pomemben korak v razvoju civilizacije. 

## Zapuščina
Hamurabi je bil eden najbolj čaščenih kraljev svojega obdobja, saj so ga že za časa njegovega življenja proglasili za boga. Sodeč po zapisih po njegovi smrti, se Hamurabija spominjajo predvsem po: zagotavljanju miru, pravice in novih zmag. Njegovi podložniki so verjeli, da je na sveti misiji, katere cilj je širjenje civilizacije po vsem svetu. 
Hamurabi se je tudi na druge načine trudil izboljšati položaj v deželi - tako je, denimo, pripomogel k razvoju namakalnega poljedelstva.
Nekateri verski zgodovinarji povezujejo Hamurabija s svetopisemskim Nimrodom, saj naj bi oba imela podobne vojaške dosežke. Po svetopisemski legendi naj bi bil Nimrod vnuk Noetovega sinu, ime Hamurabi pa lahko razlagamo kot Hem Veliki .

## Politična zapuščina
Šibki Hamurabijevi nasledniki niso mogli vzdržati vojaškega pritiska Hetitov, ki jih je vodil kralj Mursilis I. Uspelo jim je uničiti Babilonski imperij. Babilonu so kasneje za okrog 400 let (približno med letoma 1595 pr. n. št in 1155 pr. n. št. zavladali Kasiti, ki so še spoštovali Hamurabijev zakonik.